# Luis Ysamat
Luis Ysamat Bosch (kat. Lluís Isamat i Bosch; ur. 25 grudnia 1900 w Badalonie, zm. 9 kwietnia 1982 w Barcelonie) – hiszpański hokeista na trawie, uczestnik Letnich Igrzysk Olimpijskich 1928.
Ysamat dostał powołanie na letnie igrzyska olimpijskie w Amsterdamie w 1928 roku. Wystąpił tam w trzech spotkaniach fazy grupowej na pozycji bramkarza. 19 maja Hiszpanie przegrali 1–2 z Francuzami, a cztery dni później zremisowali 1–1 z Holendrami. Hiszpanie przegrali także mecz inauguracyjny z Niemcami (1–5), tym samym zajmując ostatnie miejsce w fazie grupowej.